# Таміли
Таміли — народ в Південній Азії. Проживає в Індії (в основному в штаті Таміл Наду), Шрі-Ланці (претендують на відторгнення від острова держави Таміл Ілам), а також в Малайзії, Бірмі, Сінгапурі, Австралії і Океанії. Розмовляють тамільською мовою дравідійської мовної сім'ї. За віросповіданням більшість тамілів — індуїсти (в середовищі тамілів виникла специфічно тамільська гілка індуїзму айяварі, якої, проте, дотримуються не більше 10 % тамілів), частина — мусульмани. Антропологічно відносяться до південно-індійської раси (змішана, європеоїдна з австралоїдним елементом), походженням пов'язані з дравідами.
Чисельність тамілів у світі оцінюється в 77 мільйонів, з них в Індії 63 млн.

## Історія
Уже в III ст. до н. е. були відомі тамільські держави Чола, Чера і Пандья. В XIV столітті Тамілнад («земля тамілів») став частиною імперії Віджаянагар. В XVII столітті він розпався на ряд князівств. У сучасних тамілів інтенсивно розвиваються капіталістичні відносини. Близько 80 % зайнято в сільському господарстві. Традиційні ремесла — шовківництво, обробка шкіри, металеве лиття. З мистецтв розвинені архітектура, дрібна бронзова пластика, класичний танець, народний театр. Серед тамілів поширені види національних єдиноборств: кутті-варісай, вармакалай, сіліблам (бій на палицях) та інші.
Для національної самосвідомості тамілів дуже важлива тамільська мова. Тамільська мова зазнала не такого великого впливу санскриту, як інші дравідійські мови, і найбільш близька до протодравідійських форм. Тамільською мовою існує велика література, відомий тамільський кінематограф.

## Побут і традиції
Основні заняття — орне землеробство (культури — рис, просо, олійні, бавовна, чай). Розвинуті ремесла — ткацтво, обробка міді, бронзи, свинцю, латуні, виготовлення іграшок, декоративної скульптури, кошиків, циновок, художнього посуду та музичних інструментів.
Житло — наземне, каркасно-стовбове, прямокутне, з глини або цегли. Дах дво- або чотирьохскатний. Є криті веранди. Тип житла залежить від касти власника. Кожна каста населяє свою вулицю або квартал.
Одяг — загальноіндійського типу. У чоловіків — лунги, у жінок — сарі. Взуття носять в гірських районах. Поширені прикраси.
Основна їжа — рис, юшки (бобові, овочеві). Широко поширені прянощі (карі), гострі приправи, олії (кунжутова, арахісова), зелень, фрукти.
Тамілнад — батьківщина класичного танцю бхаратанатьям. У тамілів існує народний ляльковий театр, стародавні література і мистецтво. Писемність розроблена на основі давньоіндійського письма брахмі. В музичний ансамбль тамільської музики входять традиційні інструменти: ударні мріданг і тавіл, духові нагсварам і флейта, струнні скрипка і віна.

## Відомі таміли

### Кіно
- Хема Маліні — боллівудська акторка, танцюристка, кінопродюсерка, кінорежисерка і політикиня.
- Шрідеві — боллівудська акторка.

### Політики
- Лакшмі Сахгал — активістка боротьби за незалежність Індії
- Рамасвамі Венкатараман — 8-й президент Індії.
- Абдул Калам — 11-й президент Індії 2007
- Вірасамі Рінгаду (1920—2000) — генерал-губернатор і президент Маврикія.
- Ангіді Четьяр — в.о. президента Маврикія (2002).
- Аріранга Говіндасамі Піллай — в.о. президента Маврикія (2002).
- Селлапан Раманатан (нар. 1924) — діючий президент Сінгапуру у 1999—2011.
- Раджагопалачарі (1878—1972) — єдиний генерал-губернатор Індії індійського походження (1948 — 26 січня 1950), письменник і політик.

### Фізики
- Чандрасекара Венката Раман, лауреат Нобелівської премії з фізики за 1930 рік.
- Субраманьян Чандрасекар, лауреат Нобелівської премії з фізики за 1983 рік.
- Венкатараман Рамакрішнан, лауреат Нобелівської премії з хімії у 2009.

### Шахісти
- Вішванатан Ананд — шахіст.

### Математика
- Срініваса Рамануджан Айєнгор (1887—1920), математик XX століття.
- Коллагунта Гопалаійєр Раманатан (1920—1992), відомий своїми досягненнями в теорії чисел.

### Лінгвістика і література
- Тіруваллувар — святий, поет і автор Тіруккурала — священної книги тамілів.
- Толькапіяр — автор Толькапіям, однієї з перших праць з граматики тамільської мови.
- Веданаягам Піллеї — поет та письменник-романіст.
- Субраман'я Бхараті — поет, фундатор сучасної тамільської поезії

### Злочинці
- Віраппан — лісовий розбійник, контрабандист.

### Музиканти
- M.I.A. — музикант.
- Алла Ракха Рахман — музикант. Отримав «Оскар» за музику в кіно «Мільйонер із нетрів»